# Joseph-Victor Leclerc

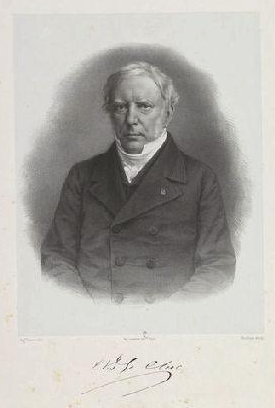
Joseph-Victor Leclerc

Joseph-Victor Leclerc (* 2. Dezember 1787 in Paris; † 12. November 1865 ebenda) war ein französischer Linguist. 
Er war Lehrer für Rhetorik am Lycée Charlemagne in Paris, dann Dozent (genannt Maître de conference) an der École normale, Professor für lateinische Redekunst (éloquence latine) an der Faculté de lettres der Sorbonne, ab 1832 als Dekan. 1834 wurde er Mitglied der Académie des inscriptions et belles-lettres und 1855 assoziiertes Mitglied der Académie royale des Sciences, des Lettres et des Beaux-Arts de Belgique.

## Schriften
- Übersetzung von Cicero (30 Bände, 1821–25),
- Kommentierte Ausgabe der Werke Michel de Montaignes (1826),
- Les Journaux chez les Romains (1838),
- Discours sur l’état des lettres en France au XIVe siècle (1865),
- zahlreiche Artikel für die von der Académie des Inscriptions et Belles-Lettres herausgegebene Histoire littéraire de la France.